# 教興寺
教興寺（きょうこうじ）は、大阪府八尾市にある真言律宗の寺院。奈良市西大寺の末寺である。山号は獅子吼山（ししくさん）。以前、藪がたくさん生えていたことから、地元では「藪寺」と親しまれている。

## 歴史
寺伝によれば、聖徳太子が物部守屋の討伐を祈願するため、秦河勝に命じて崇峻天皇元年（588年）に建立したという。
寺は中世には荒れ果て、鎌倉時代に、奈良・西大寺の叡尊が復興した。叡尊は河内布教の帰途の際、教興寺が荒れ果てているのを知り、文永6～7年（1269年 - 1270年）にかけて再興した。また、叡尊は蒙古襲来の際に敵国降伏の祈祷をしばしば朝廷より命じられているが、教興寺においても祈祷している。
戦国時代の永禄5年（1562年）5月19日、ここに陣を敷いた河内国守護畠山高政と三好義興・松永久秀の軍勢との合戦となり、教興寺は戦火に巻き込まれ伽藍と多くの施設を焼失した。
再度荒廃した教興寺は、江戸時代の貞享年間（1684年 - 1687年）に浄巌和尚によって再興された。浄厳と親交のあった近松門左衛門がしばらく寺に寄宿していたと伝えられている。
明治18年（1885年）の台風で本堂が崩壊したため、北側の客殿を仮本堂とし、現在に至っている。

## 境内

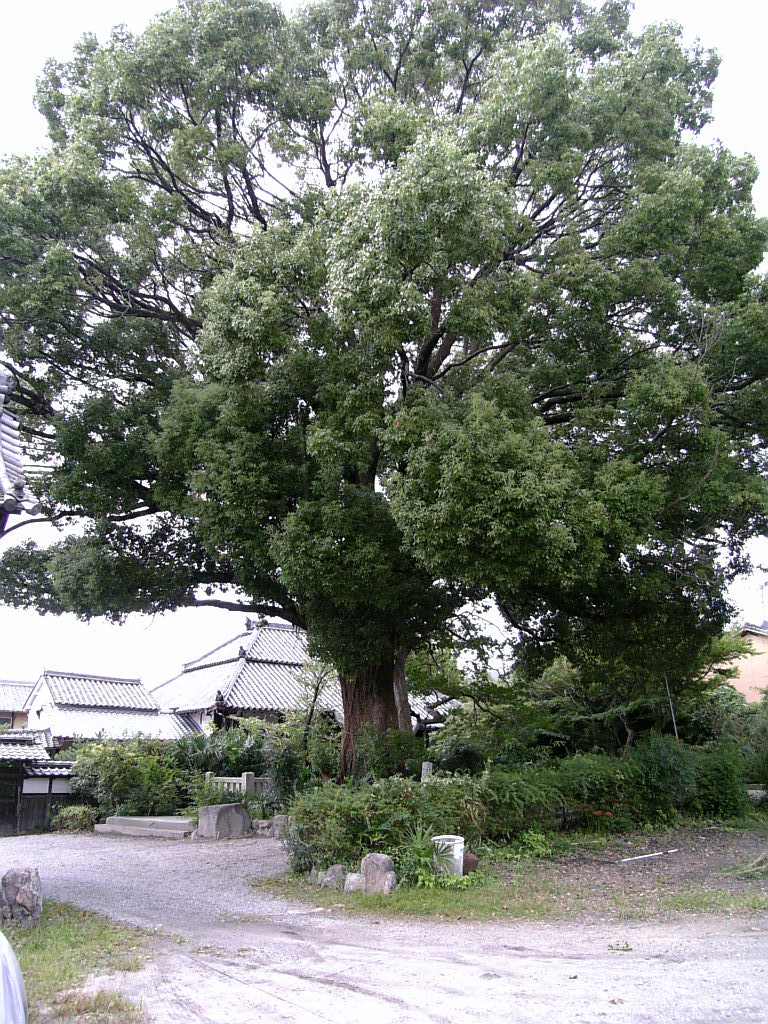
教興寺境内のクスノキ。奥に仮本堂が見える。

現在残る堂宇は、貞享年間に建てられた客殿（仮本堂）、山門および鐘楼のみとなっている。
境内に寺池、大門池という小さな2つの池があり、傍らに大きなクスノキがそびえている。敷地東端にフェニックスが生えている一角があるが、かつてそこに本堂があった。

## 交通
- 近鉄高安駅下車、東へ徒歩約15分
- 国道170号（大阪外環状線）・教興寺交差点を東へ進み、国道170号旧道（東高野街道）を越えてすぐに山門へ突き当たる。